# Maja Popović
Maja Popović, cyr. Маја Поповић (ur. 1972 w Belgradzie) – serbska prawniczka i urzędniczka państwowa, w latach 2020–2025 minister sprawiedliwości.

## Życiorys
Ukończyła studia prawnicze na Uniwersytecie w Belgradzie. Uzyskała magisterium z prawa na Uniwersytecie w Nowym Sadzie, w 1996 zdała egzamin adwokacki. Pracowała jako stażystka w kancelarii prawniczej i jako aplikantka sądowa w Belgradzie. W 1998 otrzymała nominację na sędziego. W 2000 podjęła praktykę w zawodzie adwokata. W latach 2012–2014 była wicedyrektorem w instytucie ratownictwa medycznego w Belgradzie. Następnie została zatrudniona w Agencji Bezpieczeństwa i Informacji (BIA), od 2015 kierowała gabinetem dyrektora, a od 2018 pełniła funkcję doradcy dyrektora BIA.
W październiku 2020 objęła urząd ministra sprawiedliwości w powołanym wówczas drugim rządzie Any Brnabić. Pozostała na tej funkcji również w utworzonym w październiku 2022 trzecim gabinecie tej samej premier oraz w powołanym w maju 2024 rządzie Miloša Vučevicia. Zakończyła urzędowanie w kwietniu 2025.